# Koeleria litvinowii
Koeleria litvinowii är en gräsart som beskrevs av Karel Domin. Koeleria litvinowii ingår i släktet tofsäxingar, och familjen gräs. Inga underarter finns listade i Catalogue of Life.